# Elezioni comunali in Toscana del 2002
Le elezioni comunali in Toscana del 2002 si tennero il 26 e il 27 maggio, con ballottaggio il 9 e 10 giugno.

## Lucca

### Lucca
| Candidati                                                | Candidati               | Voti   | %     | Liste                                | Voti   | %     | Seggi |
| -------------------------------------------------------- | ----------------------- | ------ | ----- | ------------------------------------ | ------ | ----- | ----- |
|                                                          | Pietro Fazzi ✔️ Sindaco | 27.162 | 52,87 | Forza Italia                         | 9.948  | 22,69 | 11    |
| Alleanza Nazionale                                       | Pietro Fazzi ✔️ Sindaco | 27.162 | 52,87 | 6.688                                | 15,25  | 7     |       |
| Unione dei Democratici Cristiani e Democratici di Centro | Pietro Fazzi ✔️ Sindaco | 27.162 | 52,87 | 3.447                                | 7,86   | 4     |       |
| Per Lucca                                                | Pietro Fazzi ✔️ Sindaco | 27.162 | 52,87 | 1.933                                | 4,41   | 2     |       |
| Lega Nord                                                | Pietro Fazzi ✔️ Sindaco | 27.162 | 52,87 | 191                                  | 0,44   | -     |       |
| Movimento Autonomista Toscano                            | Pietro Fazzi ✔️ Sindaco | 27.162 | 52,87 | 91                                   | 0,21   | -     |       |
|                                                          | Giulio Lazzarini        | 18.690 | 36,38 | L'Ulivo                              | 16.583 | 37,82 | 13    |
|                                                          | Virginio Bertini        | 2.899  | 5,64  | Lista La Pantera                     | 2.596  | 5,92  | 2     |
|                                                          | Roberta Claudia Bianchi | 2.490  | 4,85  | Partito della Rifondazione Comunista | 2.290  | 5,22  | 1     |
|                                                          | Massimo Bertolucci      | 137    | 0,27  | Partito Umanista                     | 85     | 0,19  | -     |
| Totale                                                   | Totale                  | 51.378 |       |                                      | 43.852 |       | 40    |

### Camaiore
| Candidati                                                               | Candidati                   | Voti                        | %     | Liste                   | Voti   | %     | Seggi |
| ----------------------------------------------------------------------- | --------------------------- | --------------------------- | ----- | ----------------------- | ------ | ----- | ----- |
|                                                                         | Giampaolo Bertola           | 7.575                       | 41,07 | Forza Italia            | 3.260  | 22,73 | 8     |
| Alleanza Nazionale                                                      | Giampaolo Bertola           | 7.575                       | 41,07 | 2.016                   | 14,06  | 4     |       |
| Per Camaiore (Unione di Centro-Altri)                                   | Giampaolo Bertola           | 7.575                       | 41,07 | 809                     | 5,64   | 2     |       |
| Lega Nord                                                               | Giampaolo Bertola           | 7.575                       | 41,07 | 81                      | 0,56   | -     |       |
|                                                                         | Riccardo Cima               | 8.489                       | 46,02 | Democratici di Sinistra | 2.948  | 20,56 | 6     |
| La Margherita                                                           | Riccardo Cima               | 8.489                       | 46,02 | 1.381                   | 9,63   | 2     |       |
| Rifondazione Comunista                                                  | Riccardo Cima               | 8.489                       | 46,02 | 1.242                   | 8,66   | 2     |       |
| Lista Cima (Federazione dei Verdi-Comunisti Italiani-Italia dei Valori) | Riccardo Cima               | 8.489                       | 46,02 | 722                     | 5,03   | 1     |       |
| Seggio al candidato sindaco                                             | Seggio al candidato sindaco | Seggio al candidato sindaco | 46,02 | 1                       |        |       |       |
|                                                                         | Fabio Pezzini               | 2.003                       | 10,86 | Liberi per Camaiore     | 1.632  | 11,38 | 4     |
|                                                                         | Luca Lemmetti               | 378                         | 2,05  | Uniti per Camaiore      | 251    | 1,75  | -     |
| Totale                                                                  | Totale                      | 18.445                      | 100   |                         | 14.342 | 100   | 30    |

## Massa-Carrara

### Carrara
| Candidati                           | Candidati                   | Voti                        | %     | Liste                         | Voti   | %     | Seggi |
| ----------------------------------- | --------------------------- | --------------------------- | ----- | ----------------------------- | ------ | ----- | ----- |
|                                     | Giulio Conti                | 13.727                      | 33,91 | Democratici di Sinistra       | 6.497  | 18,25 | 9     |
| La Margherita                       | Giulio Conti                | 13.727                      | 33,91 | 2.685                         | 7,54   | 3     |       |
| Socialisti Democratici Italiani     | Giulio Conti                | 13.727                      | 33,91 | 1.924                         | 5,40   | 2     |       |
| Comunisti Italiani                  | Giulio Conti                | 13.727                      | 33,91 | 936                           | 2,63   | 1     |       |
| Italia dei Valori                   | Giulio Conti                | 13.727                      | 33,91 | 485                           | 1,36   | -     |       |
| Federazione dei Verdi               | Giulio Conti                | 13.727                      | 33,91 | 283                           | 0,79   | -     |       |
|                                     | Giulio Andreani             | 14.511                      | 35,84 | Forza Italia                  | 7.407  | 20,81 | 6     |
| Alleanza Nazionale                  | Giulio Andreani             | 14.511                      | 35,84 | 2.045                         | 5,74   | 1     |       |
| Carrara Nuova                       | Giulio Andreani             | 14.511                      | 35,84 | 1.027                         | 2,88   | -     |       |
| Partito Socialista-Nuova Repubblica | Giulio Andreani             | 14.511                      | 35,84 | 914                           | 2,57   | -     |       |
| Unione di Centro                    | Giulio Andreani             | 14.511                      | 35,84 | 558                           | 1,57   | -     |       |
| Lega Nord                           | Giulio Andreani             | 14.511                      | 35,84 | 251                           | 0,71   | -     |       |
| Seggio al candidato sindaco         | Seggio al candidato sindaco | Seggio al candidato sindaco | 35,84 | 1                             |        |       |       |
|                                     | Lucio Segnanini             | 4.618                       | 11,41 | Per Carrara con Segnanini     | 3.132  | 8,80  | 2     |
|                                     | Flavio Pietrini             | 4.364                       | 10,78 | Rifondazione Comunista        | 2.965  | 8,33  | 1     |
| Blocco Indipendente                 | Flavio Pietrini             | 4.364                       | 10,78 | 470                           | 1,32   | -     |       |
| Cambiare Carrara                    | Flavio Pietrini             | 4.364                       | 10,78 | 303                           | 0,85   | -     |       |
| Seggio al candidato sindaco         | Seggio al candidato sindaco | Seggio al candidato sindaco | 10,78 | 1                             |        |       |       |
|                                     | Alberto Pincione            | 2.070                       | 5,11  | Partito Repubblicano Italiano | 2.400  | 6,74  | 3     |
|                                     | Fabio Cristelli             | 1.193                       | 2,95  | Azione Costituente            | 690    | 1,94  | -     |
| Giovani della Costituente           | Fabio Cristelli             | 1.193                       | 2,95  | 435                           | 1,22   | -     |       |
| Convergenza Paesi a Monte           | Fabio Cristelli             | 1.193                       | 2,95  | 191                           | 0,54   | -     |       |
| Totale                              | Totale                      | 40.483                      | 100   |                               | 35.598 | 100   | 30    |

## Pistoia

### Pistoia
| Candidati                            | Candidati                   | Voti                        | %     | Liste                                                    | Voti   | %     | Seggi |
| ------------------------------------ | --------------------------- | --------------------------- | ----- | -------------------------------------------------------- | ------ | ----- | ----- |
|                                      | Renzo Berti ✔️ Sindaco      | 32.747                      | 62,38 | Democratici di Sinistra                                  | 15.470 | 32,93 | 15    |
| La Margherita                        | Renzo Berti ✔️ Sindaco      | 32.747                      | 62,38 | 3.946                                                    | 8,40   | 4     |       |
| Città d'Europa                       | Renzo Berti ✔️ Sindaco      | 32.747                      | 62,38 | 3.767                                                    | 8,02   | 3     |       |
| Partito della Rifondazione Comunista | Renzo Berti ✔️ Sindaco      | 32.747                      | 62,38 | 3.554                                                    | 7,56   | 3     |       |
| Federazione dei Verdi                | Renzo Berti ✔️ Sindaco      | 32.747                      | 62,38 | 1.221                                                    | 2,60   | 1     |       |
| Partito dei Comunisti Italiani       | Renzo Berti ✔️ Sindaco      | 32.747                      | 62,38 | 1.193                                                    | 2,54   | 1     |       |
| Italia dei Valori                    | Renzo Berti ✔️ Sindaco      | 32.747                      | 62,38 | 422                                                      | 0,90   | -     |       |
|                                      | Beppino Montalti            | 14.975                      | 28,53 | Forza Italia                                             | 6.384  | 13,59 | 6     |
| Alleanza Nazionale                   | Beppino Montalti            | 14.975                      | 28,53 | 4.749                                                    | 10,11  | 4     |       |
| Viva Pistoia                         | Beppino Montalti            | 14.975                      | 28,53 | 1.741                                                    | 3,71   | 1     |       |
| Lega Nord                            | Beppino Montalti            | 14.975                      | 28,53 | 254                                                      | 0,54   | -     |       |
| Seggio al candidato sindaco          | Seggio al candidato sindaco | Seggio al candidato sindaco | 28,53 | 1                                                        |        |       |       |
|                                      | Iole Vannucci               | 2.082                       | 3,97  | Unione dei Democratici Cristiani e Democratici di Centro | 1.912  | 4,07  | 1     |
|                                      | Franco Lorenzi              | 1.062                       | 2,02  | Unione dei Cittadini                                     | 924    | 1,97  | -     |
|                                      | Matteo Bertinelli           | 902                         | 1,72  | Nuovo PSI                                                | 550    | 1,17  | -     |
| Pistoia Città che Vive               | Matteo Bertinelli           | 902                         | 1,72  | 277                                                      | 0,59   | -     |       |
|                                      | Samantha Cannata            | 418                         | 0,80  | Unione Democratici per l'Europa                          | 364    | 0,77  | -     |
|                                      | Vezio Gai                   | 307                         | 0,58  | Toscana Popolo Sovrano                                   | 255    | 0,54  | -     |
| Totale                               | Totale                      | 52.493                      |       |                                                          | 46.983 |       | 40    |

### Quarrata
| Candidati                   | Candidati                   | Voti                        | %     | Liste                                | Voti   | %     | Seggi |
| --------------------------- | --------------------------- | --------------------------- | ----- | ------------------------------------ | ------ | ----- | ----- |
|                             | Sabrina Sergio Gori         | 8.306                       | 59,52 | Democratici di Sinistra              | 3.486  | 27,49 | 6     |
| La Margherita               | Sabrina Sergio Gori         | 8.306                       | 59,52 | 2.986                                | 23,55  | 5     |       |
| Comunisti Italiani          | Sabrina Sergio Gori         | 8.306                       | 59,52 | 572                                  | 4,51   | 1     |       |
| Quarrata Città d'Europa     | Sabrina Sergio Gori         | 8.306                       | 59,52 | 310                                  | 2,44   | -     |       |
|                             | Federico Gorbi              | 5.029                       | 36,04 | Forza Italia                         | 2.160  | 17,03 | 3     |
| Alleanza Nazionale          | Federico Gorbi              | 5.029                       | 36,04 | 1.806                                | 14,24  | 3     |       |
| Unione di Centro            | Federico Gorbi              | 5.029                       | 36,04 | 553                                  | 4,36   | -     |       |
| Lega Nord                   | Federico Gorbi              | 5.029                       | 36,04 | 150                                  | 1,18   | -     |       |
| Seggio al candidato sindaco | Seggio al candidato sindaco | Seggio al candidato sindaco | 36,04 | 1                                    |        |       |       |
|                             | Ugo Bazzani                 | 620                         | 4,44  | Partito della Rifondazione Comunista | 658    | 5,19  | 1     |
| Totale                      | Totale                      | 13.955                      | 100   |                                      | 12.681 | 100   | 20    |